# Stepanivka (Stepanivka), Rozdilna
Stepanivka (în ucraineană Степанівка, în trecut Stepanovka) este localitatea de reședință a comunei Stepanivka, din raionul Rozdilna, regiunea Odesa, Ucraina.  Satul a fost locuit de germanii pontici.
La mijlocul anilor 1960 fostul sat Stepanovka s-a unit cu satele Buzynivka (în trecut Ivano Buzinovka) și Mylolyubivka (în trecut Miloliubovka).

## Demografie
Componența lingvistică a localității Stepanivka
     Ucraineană (63,78%)
     Rusă (34,19%)
     Română (1,45%)
     Alte limbi (0,58%)
Conform recensământului din 2001, majoritatea populației localității Stepanivka era vorbitoare de ucraineană (63,78%), existând în minoritate și vorbitori de română (1,45%) și rusă (34,19%).
1. ↑  „Rezultatele recensământului din 2001 cu structura lingvistică a regiunii Odesa pe localități”. Institutul Național de Statistică al Ucrainei. Arhivat din original la 23 septembrie 2015. Accesat în 25 august 2014.